# Тшещаны (гмина)
Тшещаны (пол. Trzeszczany) — сельская гмина (волость) в Польше, входит как административная единица в Хрубешувский повет, Люблинское воеводство. Население — 4738 человек (на 2004 год).

## Сельские округа
1. Богуцице
2. Дрогоювка
3. Юзефин
4. Корытына
5. Леопольдув
6. Майдан-Вельки
7. Молодятыче
8. Неледев
9. Острувек
10. Тшещаны
11. Заборце
12. Задембце
13. Задембце-Колёня

## Прочие поселения
1. Конты
2. Колёня
3. Лозы
4. Маковец
5. Миколаювка
6. Павлувка
7. Попувка
8. Садзонка
9. Загробле
10. Замлыне
11. Заользе

## Соседние гмины
1. Гмина Грабовец
2. Гмина Хрубешув
3. Гмина Мёнчин
4. Гмина Ухане
5. Гмина Вербковице